# Quadro de medalhas de basquetebol na Universíada de Verão de 1967
Basquetebol na Universíada de Verão de 1967.

## Quadro de medalhas
| Ordem | País               | Medalha de ouro | Medalha de prata | Medalha de bronze |   |
| ----- | ------------------ | --------------- | ---------------- | ----------------- | - |
| 1     | KOR Coreia do Sul  | 1               | 1                |                   | 1 |
| 2     | USA Estados Unidos | 1               |                  |                   | 1 |
| 3     | JPN Japão          |                 | 1                |                   | 1 |
| 4     | BRA Brasil         |                 |                  | 1                 | 1 |
| 4     | FRA França         |                 |                  | 1                 | 1 |